# John Macleod Ball
Sir John Macleod Ball (FRSE, FRS) (Farnham, 19 de maio de 1948) é um matemático britânico.
John Macleod Ball é professor de filosofia natural na Universidade de Oxford. Foi presidente da União Internacional de Matemática de 2003 a 2006, e membro do The Queen's College, Oxford. Educou-se da Universidade de Cambridge e na Universidade de Sussex, e antes de assumir seu posto em Oxford, foi professor de matemática na Heriot-Watt University, em Edimburgo.
Os interesses acadêmicos de Ball incluem elasticidade, cálculo de variações e sistemas dinâmicos de dimensão infinita. Recebeu o título de Cavaleiro Celibatário nas honras de ano-novo de 2006, por "serviços à ciência".

## Vida pessoal
Ball é casado com Sedhar Chozam (Lady Sedhar Ball), uma atriz tibetana. Tem três filhos.